# Montano Antilia
Montano Antilia é uma comuna italiana da região da Campania, província de Salerno, com cerca de 2.219 habitantes. Estende-se por uma área de 33 km², tendo uma densidade populacional de 67 hab/km². Faz fronteira com Celle di Bulgheria, Centola, Futani, Laurito, Novi Velia, Rofrano, San Mauro la Bruca.

## Demografia
| Variação demográfica do município entre 1861 e 2011                               |
|                                                                                   |
| Fonte: Istituto Nazionale di Statistica (ISTAT) - Elaboração gráfica da Wikipedia |